# アメリカ陸軍将来コマンド
アメリカ陸軍将来コマンド（英：United States Army Futures Command, AFC）は、アメリカ陸軍の近代化業務を行うコマンドである  。同部隊には6つの優先事項がある。「長距離精密火力 」「次世代戦闘車両」「統合多用途・将来型垂直離着陸機計画（Future Vertical Lift）」「遠征軍用移動式ネットワーク」、「防空・ミサイル防衛能力」、「兵士の戦闘能力 」である。将来の持続的な陸軍再編のための原動力となるのは、将来コマンドの機能横断チーム（CFTs）である。 
将来コマンドは、2018年に創設され、陸軍総軍、陸軍訓練教義コマンド、陸軍軍需品コマンド、その他のコマンド（ACOMs）と対等関係にある  。他のコマンドは、「今夜の戦い」への即応に焦点を当てている。これとは対照的に、将来コマンドは、同等能力を持つ敵との将来戦への準備に焦点を当てている 。そのような敵は、2001年以来、米軍が対反乱作戦を行っている間に、その能力を向上させてきた 。将来コマンドの全運用能力（FOC）の発揮は、2019年8月～9月頃になると計画されている。 

## 概要
ライアン・マッカーシー陸軍長官代理によれば、将来コマンドの業務内容は以下の3つである。 
1. 将来構想：脅威に対する必要性と実現可能性を評価して将来構想を案出する[15] 。実現可能性のある将来システム（すぐに実現できるモノも含む。）は、陸軍訓練教義コマンドのドクトリン、教範及び訓練計画に組み込まれる。
2. 戦闘開発：構想をさらに堅固なものとする。そして現在の技術状態と防衛産業の資金要求とのバランスをとる。調達をかけて、その実験品、展示品、試作品を制作する。[16]
3. 戦闘システム：実験品、展示品、試作品は、軍需品コマンドの調達・生産・後方支援計画に組み込まれる[17]。

エスパー陸軍長官は、陸軍能力総合センター（ARCIC）と旧陸軍研究開発技術本部（RDECOM、陸軍戦闘能力開発コマンドに改編）の行政上の基盤施設を残すことを強調している 。変更されたのは、意志決定のために必要な指揮機能（作戦統制）である。 
陸軍が変化を恐れず、柔軟性を保ち、聞く耳を持ち続けること。それが将来コマンドの目的である。
　　　　　　　　　　　　　　　　ーエスパー陸軍長官

### 機能横断チーム（CFT）
将来戦に即応するために、将来コマンドの最優先事項は近代化改革である。機能横断チームの働きにより、現在の陸軍コマンドは組織が簡素化された。将来コマンド司令官ジョン "マイク"マレー大将は、「今後2年間で、機能横断チームの成果が兵士の手に渡ることになるだろう。」と語った  。各機能横断チームのために、能力開発総合局（CDID）が中核的研究拠点（CoE）に設置される。たとえば、ヘリコプター機能横断チームと航空能力総合局は、フォート・ノボセルの航空中核的研究拠点の中にあり、航空業務計画上級将校と密接に連携して業務を行っている。 
マッカーシー陸軍長官代理は、機能横断チーム（CFT）を、性能要求書を作成するリーダー、業務計画マネージャー、維持管理官、及び検査官が率いるチームであると特徴付けた 。各機能横断チームは、性能要求書、調達、科学技術、試験、資源調達、原価計算及び維持管理の領域における制約事項を考慮して、チームのバランスを取る必要がある。敵が達成する前に、実現可能な構想を形にするためには。このバランスが必要である。（例えば、米国陸軍（2018年8月）は極超音速兵器の対抗手段を試験していない 。しかし、この問題は、国防総省全体の統合業務計画で処理されている 。） 陸軍は極超音速滑空体を開発するために、海軍と空軍との統合業務計画に参加している  。長距離精密火力（LRPF）の機能横断チームは、陸軍宇宙ミサイル防衛司令部の極超音速の研究を支援している 。（このような場合、将来コマンドは、関係する機能横断チームの宇宙・ミサイル防衛の専門的能力を強化する。その機能横断チームは、調達をかける前に、実現可能な性能要求書の作成、科学技術レベルの考慮、試験等から始めて、試作品を制作するのに必要な制約事項のバランスをとる。次に、調達過程におけるマイルストーン決定（MDA）A、B、Cの合格条件を満たすために試作品を改良する 。さらに、軍需品開発決定（MDD）における不合格のリスクを低減し、陸軍の業務計画に試作品を認めさせるために、専門的能力を集中させる。） 
機能横断チームは、将来コマンドの3つの業務（将来構想、戦闘開発及び戦闘システム）全てに関与する 。航空機能横断チームのウォーリー・リューゲン准将は、「私たちはおそらく合計8人を超えることはなかった」と述べた 。 各機能横断チームは、大将（4つ星）によって指導されている。 
将来コマンドと機能横断チームは陸軍省の最優先事項で、両組織は３００億ドルの近代化予算の統制を統一することが期待されているが 、 「将来コマンドは失敗を恐れない。もし失敗した場合は、早く安く失敗させる。前進と成功はしばしば失敗から生まれることが多いのだから。」  - ライアン・マッカーシー陸軍長官代理

### パートナー
将来コマンドは積極的に部外のパートナーを求めてる  。 2018年8月24日マイク・マレー大将は、「私たちがあなたのところへ行きます。あなたは私たちのところに来る必要はありません。」と述べた。オースティンでは、国防総省国防革新ユニット（DIUx）や米空軍技術ハブの AFWERX   とともにキャピタル・ファクトリーのようなハイテク・ハブ企業と連携することができる。マレー大将は、ＡＩ を使用した兵士への軍需品の調達と展開を促進するために、その連携を活用して陸軍応用研究所 を立ち上げる予定である。またマレー大将は将来コマンドのために最高技術責任者を雇う予定である。 
将来コマンドは、必要に応じて、国防総省国防革新ユニット（DIUx）などの他の組織と提携する 。極超音速に関する統合業務計画は陸軍も関わっているが 、戦略レベルにおいては統合レベルで動いている   。（統合計画作成と運用は、マルチドメイン における国防総省の緊急重視事項である   。 ） 
- 長距離精密火力（LRPF）は陸軍の優先事項であり、また国防総省とも共同で努力している [38]。

将来コマンドは、軍需品開発決定（MDD）過程においてマイルストーン決定権限を持つ陸軍副長官（調達兵站技術）（ASA（ALT）） と連携する 。将来コマンドの各機能横断チームは、調達軍団   、陸軍調達支援センター（USAASC）、陸軍契約本部    といった調達組織と連携する。例えば、2018年8月1日、ネットワーク機能横断チームと指揮統制通信業務計画執行官戦術部（PEO C3T）は、企業が開発可能な機能を学ぶためにフォーラムを開催した  。「非常に成熟したアイデア」と判断された企業からの数百もの提案書が調達組織に提出された。他の多くの報告書も陸軍通信電子工学研究開発技術センター（CERDEC）に提出され、戦闘ネットワークの近代化のための陸軍の努力に役立てられた。 陸軍長官は、そのための知的財産管理方針を承認した。   

## 隷下組織
将来コマンドの活動は、陸軍統合近代化本部（JMC）及びホワイトサンズ・ミサイル実験場（WSMR）を含む22カ所で実施されている 。陸軍試験評価本部（ATEC）による試験支援レベルは機能横断チーム又は業務計画執行官（PEO）によって指定されることになっている。 
将来コマンドの活動は、能力開発総合局（CDID）と、それに関連する各中核的研究拠点（CoE）の戦闘研究所が含まれる。各能力開発総合局と戦闘研究所は、機能横断チームと協力して運用実験と試作品を開発する。陸軍統合近代化本部（JMC）は、陸軍軍需品システム分析機関（AMSAA）又はフォート・レブンワース作戦研究機関（TRADOCから移転）のために、開発中の構想又は機能を試験する実地開発実験を行う。 
調達専門官は、次の研究開発技術センター（RDEC）と調整することが奨励されている。TRADEC（戦車・自動車）、AMRDEC（ミサイル）、CERDEC（通信・電子工学）、NSRDEC（個人装備等）、ARDEC（火薬・爆薬等）。 
1. 将来コマンド司令部、オースティン（テキサス州）
2. 陸軍将来研究グループ（AFSG）、アーリントン（バージニア州）
3. 陸軍能力総合センター（ARCIC） （将来構想センターに移転）[58]フォート・ユースティス（バージニア州）
4. FT LVNオペレーションズ・リサーチ、フォート・レブンワース（カンザス州） 、ミッションコマンド戦闘研究所 [59]、研究分析センター（TRAC） 
  - 総合トレーニング環境[60] [61]
5. サイバー中核的研究拠点（CCOE）[62]フォート・ゴードン（ジョージア州） 
  - 移動式遠征ネットワーク[52]
6. 機動中核的研究拠点（MCOE）[63]フォート・ベニング（ジョージア州） 
  - 次世代戦闘車両[64]
  - 兵士の戦闘能力
7. 航空中核的研究拠点（AVNCOE）[65]フォート・ノボセル（アラバマ州） 
  - 統合多用途・将来型垂直離着陸機計画
8. 火力中核的研究拠点（FCOE）[66]フォート・シル（オクラホマ州） 
  - 長距離精密火力
  - 防空・ミサイル防衛
9. 諜報中核的研究拠点（ICOE）[67]フォート・アチュカ（アリゾナ州）
10. 機動支援中核的研究拠点（MSCOE）[68] フォート・レオナード・ウッド（ミズーリ州）
11. 後方支援中核的研究拠点（SCOE）[69] フォート・リー（バージニア州）
12. 統合近代化本部（JMC）[32] フォート・ブリス（テキサス州）
13. アバディーン性能試験場（APG）メリーランド州、陸軍研究開発技術本部（RDECOM）、陸軍軍需品システム分析活動部（AMSAA）及び陸軍通信電子工学研究開発技術センター（CERDEC）も所在。 
  - 正確な位置標定、ナビゲーション、同期
  - 長距離精密火力[70]
14. 武装研究開発技術センター（ARDEC）、ピカティニー・アーセナル、弾薬業務計画執行官（PEO AMMO）及び長距離精密火力機能横断チーム 
  - 長距離精密火力
15. 戦車自動車研究開発技術センター（TARDEC）、デトロイト兵器廠、ウォーレン (ミシガン州)
  - 次世代戦闘車両
16. 航空ミサイル研究開発技術センター（AMRDEC）、レッドストーン兵器廠、ハンツビル（アラバマ州）
  - 防空・ミサイル防衛
17. ネイティック・ソルジャー研究開発技術センター（NSRDEC）ネイティック（マサチューセッツ州）、ハロルド・グリーン通り
18. ホワイトサンズ・ミサイル実験場（WSMR）、ニューメキシコ州、陸軍研究所（ARL）支部 [71] 研究分析センター（TRAC） [72] 、陸軍試験評価本部（ATEC） も所在
19. アデルフィ陸軍研究所（ARL）、メリーランド州
20. オーランド陸軍研究所（ARL）フロリダ州
21. 西陸軍研究所（ARL）プラヤビスタ（カリフォルニア州）[73]
22. RTP陸軍研究所（ARL）リサーチ・トライアングル（ノースカロライナ州）

## 近代化改革のための取り組み
1995年から2009年の間に、フューチャー・コンバット・システム（2003-2009）等の計画に320億ドルが費やされたが、成果なく中止された。 陸軍は何十年も新装備を開発していない  。 
マーク・エスパー陸軍長官は、将来コマンドが指揮を統一し、要求定義段階を60ヶ月から12ヶ月に短縮すると述べた 。 （そのための一つ目の課題は、性能要求を定義するための所要時間を定量化すること。二つ目の課題は、その所要時間の削減方法を学ぶこと。- ギャップ分析（11分））やり方を変えることが期待されている。非現実的な要求を早期に発見するために、開発プロセスは、試作品の製作、実演又は試験、評価を循環させる。ブルース・ジェット陸軍副長官（調達兵站技術）は、問題のある開発プロセスは、失敗を延々と長引かせ、早期に失敗を発見して別の解決策を探すことを阻害すると調達組織に警告している。 
エスパー陸軍長官は、800 個の近代化計画を精選し、上位6項目に優先順位を付け直し 、近代化予算の80%をそれらに配分した 。 

### サイロ
ミリー陸軍参謀総長は、将来コマンドが学ぶために積極的にコミュニティに働きかけていること、またジョン・マケイン上院議員による調達プロセスに対する率直な批判は将来コマンドにとって役に立っていると述べた（7分30秒）。2018年8月24日の記者会見でミレーは、将来コマンドの兵士たちは、テック・ハブの文民と並んで仕事をするために、制服を着用しないでオースティンに溶け込んでいると述べた  （6分20秒）。   
国防総省では、5つの分野を監督するため、国防副長官（DSD）とともに、国防長官室（OSD）の調達兵站技術局が軍需品供給プロセスを担任している。その一つが調達兵站技術部（ALT）であり、国防長官（USD）に監督される 。 （DSDとUSDは各階層で大統領に奉仕している。国防調達大学（DAU）は陸軍の調達専門官も訓練する。 
2016年、研究開発技術本部（RDECOM）は、軍需品コマンドに対して、航空・ミサイル、電子機器及び戦車のライフサイクル管理本部（LCMC）を制定するように提案した。それらは、それぞれAMRDEC、 CERDEC 、TARDEC  、となり、その3つの機能を3個のセンターに集約した。  ライフサイクル管理（2004年策定）  は、将来コマンドが焦点としている近代化のためというよりは、作戦統制（OPCON）の後方支援機能のために作られた。 

### 近代化業務との関連
陸軍参謀本部（CSA）による1～6の優先項目について、機能横断チームは、性能要求、調達、科学技術レベル、試験、資源配分、費用及び維持管理のバランスをとる必要がある。 
もともと軍需品の維持管理のために設立されたライフサイクル管理本部（LCMC）は、将来コマンドとの関係性を保つためにもう一つ制約事項を考慮する必要がある。費用対効率の高いライフサイクル計画と請負業者とのビジネス関係の形式化業務は将来コマンドの道具の1つとなる。改革は別の効果がある。陸軍副長官（調達兵站技術）は将来コマンドとの調整関係を維持する。 。迅速な転回を行うために、急速能力事務所業務計画執行官が存在する。この執行官は、2人の計画マネージャ（1人は迅速な試作品製作、もう一人は迅速な調達を行う能力を持つ）から成る 。急速能力事務所（RCO）は独自で要件書を作成することはなく、機能横断チームから要件書を取得する。 
マコンビル副参謀総長は、「訓練教義コマンド（TRADOC）、国防副長官（調達兵站技術）及び将来コマンドはこのプロセスで結び付いている。」と述べた 。またマレー大将とマッカーシー長官は、将来コマンドは、限られた時間と予算内で改革を行うためには、「少し破壊的な方法をとる必要がある（しかし現在の秩序を乱さない範囲で）。」と述べた。 
国防副長官（調達兵站技術）は、陸軍省の調達と維持管理の両方のプロセスを監督する文民の上級幹部である。国防副長官（調達兵站技術）は近代化改革の調達部分を将来コマンドと調整する。国防副長官の軍事副代表（調達兵站技術）は戦闘システム部及び将来コマンドの副司令官でもあり、業務計画執行官（PEO）を率いている。軍事副代表（調達兵站技術）はは、機能横断チームを持たない各業務計画執行官（PEO）に対し、最低限、関係する機能横断チームと調整系統を構築するように指示をする 。 
議会は陸軍にOTA（その他取引権限） を与えた。OTAは、従来、国防総省にあった権限を業務計画執行官に付与し、より速くフル生産に入れるようにするものである 。 これにより、2018年時点の官僚制の1工程が省かれることとなる。  
機能横断チームのほかに、陸軍要件監視委員会（AROC）  も調達改革に関与できる。 2018年9月現在、陸軍要件監視委員会（AROC）と統合要件監視委員会（JROC）を率いる副参謀総長G-8は将来コマンドと提携している 。 副参謀総長G-8は、国防副長官（財務管理・監査）の主任軍事顧問である。 
研究開発技術本部（RDECOM）は、6つの研究開発センター（RDEC）と陸軍研究所（ARL）と提携し、長距離精密火力（LRPF）を最優先事項に定めてた。2018年9月現在、研究開発技術本部（RDECOM）の「作戦構想」は長距離精密火力の機能横断チームを最初に支援することである 。 武装研究開発技術センター（ARDEC）と航空ミサイル研究開発技術センター（AMRDEC）は発射体のエネルギーと効率を改善しようとしている。戦車自動車研究開発技術センター（TARDEC）地上車両センターは、拡大射程砲（ERCA）の高電圧部品のサイズと重量を抑える事に取り組んでいる。  RDECOMの2人の専門官と12人の補助官が長距離精密火力の機能横断チームを支援している。 
陸軍長官は、国防総省統合AIセンターを支援するために、陸軍AIタスクフォース (A-AI TF)を設立するように指示した。その執行命令は将来コマンドによって起草される。その内容は以下の通り。 
- 陸軍AIタスクフォース（AI機能横断チーム、精密位置評定・ナビゲーション・同期機能横断チーム及び合成訓練環境機能横断チームとは横関係にある）は、カーネギーメロン大学で拡張可能な機械学習を開発するために陸軍の資源を使用する。
- 参謀本部情報将校G-6は、AI及び機械といった非人間主体に証明書を発行・認証するための、ID、証明書及びアクセス管理システムを開発する。
- 副参謀総長G-2は、将来コマンド司令官及びCG AFC、およびAIタスクフォース部長と連携して長距離精密火力のための情報を提供する。
- 軍需品コマンド司令官は、AI搭載軍需品の整備のために専門知識とシステムを提供する。
- 将来コマンドとAIタスクフォースは、機械学習能力及び作業手順に関する実験、訓練、展開及び試験のためのAI基盤を確立する。[111]。  2019年度予算は保証される。

### 全運用能力の進捗状況
- 長距離精密火力（LRPF）[70]
  - 現在のパラディン（ M109A6 ）の射程を2倍にしたM109A7を開発[112] 。拡大射程砲（ERCA）を補完する[113]長距離砲（LRC）の運用試験は2020年に予定[113]
  - 精密打撃ミサイル（PrSM）は2023年にATACMSに取って代わる予定[70]
  - 2025年の拡大射程砲（ERCA）のロケット噴進弾が実地試験される予定[70]
- 次世代戦闘車(NGCV)[114]
  - 装甲多目的車（ AMPV ）：限定的な使用者試験を実施[114]
  - 地上移動車の入札：2018年10月26日終了[115]
  - 移動防護火力（MPF）[116] [117]は、統合要件監督委員会によって承認された[114] 。2つの企業が軽戦車の試作品を製造し競争するために選ばれた [118]。2022年契約
  - 任意人員配置戦闘車（OMFV）：要求定義段階「2」はC-17輸送機に収まる予定[114]
  - ロボット戦闘車（RCV）：計画中
  - 次世代主力戦車：計画中
- 統合多用途・将来型垂直離着陸機計画（FVL） 
  - UH-60を将来型長距離攻撃航空機（FLRRA）に置き換えるために2つのチームが競争。第1チームの試作1号機機は飛行試験データの収集中で[119]、試作2号機の初飛行は、ローターの振動を最小限にする修理のために2019年にずれ込む予定である[120][121] 。成功すれば、その技術はより多くの効率的なヘリコプターの生産に応用される[121] 。 2018年12月に製造された第2チームの試作機は、15時間の地上試験を行ったが、その結果、形状、機能等に修理が必要なことがわかり、その初飛行は2019年に遅れた[120]。
  - 将来型攻撃偵察機（FARA）は、陸軍が提案書（RFP）を作成中で、それは2018年12月に提出予定である[122] [123] [124]。 
    - ビジネスと技術戦略を統合するために、国防総省のモジュール指揮公開システムアプローチ（MOSA）が使用される予定[125] [124]。
- 遠征軍用移動ネットワーク：2019年度に、ネットワーク機能横断チームはネットワーク総合評価18.2[126]を拡張旅団レベルで実験予定[127]。これは、他のネットワークとの相互運用性[128]のような作戦上のニーズ[129]を満たし、過大な性能要求を避けるために行われる。 
  - ネットワーク機能横断チームとPEO C3Tの報告書に基づき急速革新資金が5つの企業に交付された。陸軍ネットワークのミッション・コマンドの全機能を統合するロールオン/ロールオフキットの開発に関する提案書が国立スペクトラム共同事業体とFedBizOppsに送られ、8か月以内に資金を得て[130] 、さらに2つの資金が交付される。
  - 急速能力事務所の（RCO）新技術事務所は、3ヵ月間にわたって150人の競技者から、電子戦用の優れたAI /機械学習アルゴリズムを見つけるための競争を主催[131]。
  - 現役軍の31コ旅団戦闘団が1000名の電子戦要員を求めている事を受けて、マルチドメイン作戦タスクフォースは電子戦小隊の実験小隊を立ち上げる[132]。
- 防空・ミサイル防衛：PEO RCOは2023年までに賞を受賞した2社の競合他社に選りすぐり、 LTAMDSの実験を加速している[133]
  - IFPC多任務発射機[134]
  - 機動短距離防空（MSHORAD）レーザー砲を2020年に試作、2021年と2022年には年間2コ大隊分を配備[135]。
- 兵士の戦闘能力： 
  - 次世代分隊火器：歩兵、機甲、騎兵、特殊部隊及び戦闘工兵の10万人に配備予定。  2019年にフォート・ベニングで試験。  - ミレー陸軍参謀総長[136]
  - 強化暗視眼鏡：2019年に配備予定[137]
  - 合成訓練環境：分隊レベルの地図判読と計画作成を支援するための拡張現実システム[138]を2021年までに配備予定[139] [61]。

### 将来の方向性
- 長距離精密火力（LPRF）[140]
  - 極超音速兵器の開発：極超音速弾を射撃する戦略長距離砲（SLRC） [141]
  - 1600km先のミサイルを標的とする[142] [140]。そのために 「全部隊の情報と火力の連携を合理化する」 - 統合火力担当[143] ジョン・ラファティ大佐 [144]
- 次世代戦闘車両（NGCV） 
  - はるかに小さく、より軽い地上戦闘車両。必要に応じて車両用狭域通信（DSRC）を用いた無人車両となる[64] [145]
  - 2018年4月の統合戦闘評価18.1において、ロボット戦が実演。
  - 攻撃能力を持たせる[146]。
- 統合多用途・将来型垂直離着陸機計画
- 遠征軍用移動式ネットワーク 
  - 将来の戦場に安全な場所などどこにもなく、さらに「データをすぐに集約しなければ、不利になる。」 - ウェスリー中将（マルチドメイン指揮統制のためのAI担当者（MDC2）） [147]
  - サイバーセキュリティ[148] [149] [150] [151]
  - サイバー戦/市街戦[12] /非合法戦/マルチドメイン諸職種協同機動[152]
  - 正確な位置決定、ナビゲーション、同期[153]
- 防空・ミサイル防衛[140] [154]
  - 統合防空ミサイル戦闘システムの開発（次世代ソフトウェアを含む。）[155] [140]
- 兵士の戦闘能力 
  - マルチドメインバトルのためのセンサー・トゥー・シューター装備品の開発 [156] [157]
  - 熱偏光カメラ付暗視眼鏡[158]
  - 脚力強化外骨格（陸軍ネイティック・ソルジャー研究開発技術センターは試作品のOTA契約を締結）[159] [160]

## 副司令官の役割
司令官は3人の副司令官（中将）が率いる3つの組織に支援される。司令官は、下院議会軍事委員会の審問で、ある軍需品の構想が具体化され兵士の元に届くまでに、2年で以下の流れを経ると証言した 。 
- 将来構想センター [58] ：要求書作成時間を短縮するために以下の4つの業務を行う[79]。

1. 科学技術（S&T：有用な効果を持つアイディアの発見・収集）[161] [85]
2. 実験（有用な効果の有無を確認するための試験）
3. 構想開発（システムに関する適切なアイデアの開発） [162] [59]
4. 要件開発（そのシステムの条件の開発）

- 戦闘開発命令 [163] [164]：将来の作戦環境、新たな脅威、新技術についてまとめ、将来の陸軍の態勢に必要な構想、要件、軍隊構造について、司令官を補佐する [165] [84]。 
  - 各中核的研究拠点（CoE）の能力開発総合局（ CDID ）は、機能横断チームと研究開発技術センター（RDEC）と協力して、運用実験及び試作品を開発する。
  - 戦闘研究所と研究分析センター（TRAC） [72] [162]は、構想の試作品を製作し試験する。
  - 統合近代化本部（JMC）は、これらの構想や能力を試験するための実地開発実験を提供する。その実験は「厳しい現実的なマルチドメイン作戦の中で、中隊から軍団レベルまで拡張可能」なものである。 [32] [11] [41]
  - 2019年2月3日、研究開発技術本部（RDECOM）は戦闘能力開発本部 （CCDC）となる[163]。
- 戦闘システム総局 [164]：フィードバックされた問題の解決策を案出する[94]。 
  - ロバート・エイブラムズ大将は、次世代戦闘車両のフィードバックを第3軍団に、兵士の戦闘能力、ネットワーク、合成訓練環境のフィードバックを第18軍団に、長距離精密火力のフォードバックを第1軍団に任せた[166]。
  - 戦闘システム部は、戦闘開発部から出された解決策を改良、設計、製造する[167]。
  - 軍需品開発決定に合格するために、軍需品システム分析活動部（AMSAA）は、そのシステムの構想又は能力を分析する[45]。